# Le mosche
Le mosche (fr: Les mouches), è un'opera teatrale del 1943 di Jean-Paul Sartre.
L'opera è una riscrittura delle Coefore di Eschilo alla luce della filosofia esistenzialista.

## Trama
Elettra aspetta il ritorno del fratello Oreste, da lungo tempo esiliato, per vendicare l'omicidio del padre Agamennone da parte dello zio Egisto. Egisto ha poi sposato Clitennestra, moglie di Agamennone e madre di Elettra ed Oreste, diventando così re.
Oreste torna ad Argo, infestata di mosche come punizione da parte di Zeus per l'assassinio di Agamennone.
Oreste raggiunge Elettra, la quale gli affida il compito di uccidere sia Egisto che Clitennestra. Oreste esegue il compito. Ma in quel momento il rimorso prende Elettra e assedia Oreste stesso.
Elettra, atterrita per il matricidio e il regicidio, chiede perdono a Zeus, accettando di essere tormentata dalle mosche (simbolo del rimorso, moderna trasposizione delle mitologiche Erinni). 
La gente di Argo, anziché considerare Oreste come un liberatore, vorrebbe linciarlo, poiché ha attentato alla tranquilla esistenza della città.
Oreste è costretto all'esilio.

## Osservazioni
È il dramma della libertà di Oreste: libero di compiere la vendetta criminosa, in preda a questa libertà.
"Egli - scrive Sartre - dovrà infine uccidere, caricarsi il proprio delitto sulle spalle e passare sull'altra riva. La libertà, infatti, non è un potere astratto di sorvolare la condizione umana: è il più assurdo ed inesorabile degli impegni. Oreste andrà avanti per la sua strada, senza giustificazioni, senza scuse, senza ritorni, solo. Come un eroe, come non importa chi."
Oreste (e Sartre con lui) ritiene che gli uomini siano "condannati alla libertà", cioè che non abbiano scelto di esistere né di essere liberi, ma che tuttavia lo siano e soprattutto che, essendo liberi, essi siano totalmente responsabili delle proprie azioni, non potendo attribuirne la colpa a leggi o norme altre rispetto a sé.